# The Case of the Curious Bride
The Case of the Curious Bride(O Caso da Noiva Curiosa) é um livro do gênero Thriller Jurídico escrito por Erle Stanley Gardner e publicado em 1935. É o 5º livro de Gardner protagonizado pelo advogado criminalista Perry Mason.

## Enredo
Uma cliente que diz chamar-se Helen Crocker chega ao escritório de Mason, procurando-o supostamente em nome de uma amiga, cujo marido teria morrido num acidente de avião sete anos antes do ano em que se passa o livro, o acidente teria sido portanto em 1929, acontece que a amiga havia se casado novamente, e temia a anulação do casamento por conta de a morte do marido não ter sido provada. Perry Mason, porém já desconfiava que Helen estava mentindo e que falava de si mesma, e o advogado confirmou suas suspeitas, descobrindo que Helen Crocker é na verdade Rhoda Montain, cujo marido Gregory Lorton, que supunha-e morto, continuava vivo, e que não passava de um golpista que se chamava na verdade Gregory Carey, o homem enganava jovens mulheres e casava-se com essas, depois disso sumia com o dinheiro das vítimas e simulava sua morte, sempre mantendo o nome Gregory inventava novos sobre-nomes agindo como Moxley, Lorton, Freeman entre outros. Indiferente ao fato de que seu marido continuava vivo, a enfermeira Rhoda Lorton(mulher do suposto Gregory Lorton) casou-se com um de seus paciente]s, Carl W. Montain, filho de um milionário de Chicago, enquanto trabalhava para o Dr. Claude Milsap. Quando Rhoda descobre que seu marido está vivo, teme a anulação do segundo casamento, e Gregory passa a extorquir-lhe, foi no exato horário em que Rhoda tinha um encontro com Gregory, que o mesmo foi assassinado, Rhoda se torna então a principal suspeita do assassinato, tendo como principal testemunha de acusação, o próprio marido, Carl W. Montain.

### Personagens
- Rhoda Lorton/Rhoda Montain/Helen Crocker-Enfermeira que casou-se com um de seus pacientes, Carl W. Montain, filho de um milionário de Chicago, pensando que seu primeiro marido, Gregory Lorton, estava morto, porém descobre que este ainda vive, mas não por muito tempo, Gregory é assassinado e Rhoda se torna a principal suspeita, tendo como agravante ter tentado drogar o marido.
- Gregory Lorton/Gregory Moxley/Gregory Freeman/Gregory Carey-Homem de 36 anos, que enganava jovens mulheres usando diversos pseudônimos, quando ganhava a confiança das vítimas fugia com o dinheiro das mesmas, e simulava sua morte, até o dia em que não precisou simular a morte.
- Carl W. Montain-O segundo marido de Rhoda Montain, conheceu a mesma quando era paciente na clínica de Claude Milsap, mesmo contra a vontade de seu pai, Philip C. Montain, Carl casou-se com Rhoda, e no dia do assassinato viu a esposa saindo de carro, e a mesma esqueceu a chave na garagem no apartamento da vítima, Carl ainda afirma que a esposa tentou drogá-lo, consciente do que considera um dever, denuncia a própria esposa à polícia.Carl desconfia que Rhoda tenha um caso com Dr. Claude Milsap.
- Philip C. Montain-Pai de Carl W. Montain, e sogro de Rhoda Montain, com a qual não tem uma boa relação, Philip chega a oferecer dinheiro a Mason para que ele permita que Rhoda seja condenada a cadeira elétrica, Mason recusa a chantagem de prontidão.
- Dr. Claude Milsap-Médico, dono da clínica médica, onde Rhoda conheceu Carl W. Montain, sempre foi apaixonado por Rhoda, e chega a fazer um falso atestado de óbito em nome de Gregory Lorton, esperando que após isso Rhoda casasse-se com ele, quando a mesma casou-se com Carl W. Montain.
- Doris Freeman/Doris Pender-Vítima de Gregory, que esteve casado com o mesmo pouco tempo antes de ele se casar com Rhoda.
- John Lucas-Promotor de justiça que enfrentou Perry Mason nos tribunais.

### Outros Personagens
Também participam da história, além de Perry Mason, Della Street, Paul Drake e o Juiz Markham.